# Herrad Wehrung
Herrad Rosemarie Hornung-Wehrung (* 19. August 1925 in Münster; † 11. Dezember 2010 in Tübingen)  war eine deutsche Sopranistin.

## Leben
Wehrung studierte Gesang in Salzburg am Mozarteum bei Günther Baum, in Stuttgart und bei Margarethe von Winterfeldt an der Hochschule für Musik Freiburg. Zwischen 1950 und 1975 war sie eine Konzertsopranistin und Oratoriensängerin mit europaweiten Auftritten. Dabei arbeitete sie auch mit den Komponisten Helmut Bornefeld und Siegfried Reda sowie den Dirigenten Hermann Achenbach, Wilhelm Ehmann, Wolfgang Gönnenwein und Günter Graulich zusammen. 
Danach lehrte sie Gesang an der Musikhochschule Stuttgart und der Hochschule für Musik Trossingen.
In Tübingen, wohin ihr Vater, der evangelische Theologe Georg Wehrung, 1931 an die Eberhard Karls Universität Tübingen als Hochschullehrer berufen wurde, war sie 1944 Mitgründerin des Tübinger Kammermusikkreises. 
Sie war mit dem Historiker und Bibliothekar Hans Hornung verheiratet. 
Die Töchter Andrea Boesen und Franziska Dieckmann arbeiten ebenfalls als Sängerinnen.